# Aspidosperma polyneuron
Espèce
Classification phylogénétique
Statut de conservation UICN

 EN A1acd+2cd : En danger
Aspidosperma polyneuron, connu également sous les noms de palo rosa, perobá, peroba rosa, ybirá romí, est une espèce de plantes à fleurs de la famille des Apocynacées. C'est un arbre originaire de l'extrême nord-est de l'Argentine, du Brésil et du Paraguay. Il est très utilisé en apiculture comme espèce mellifère.

## Synonymes
- Aspidosperma peroba Saldanha da Gama
- Aspidosperma dugandii Standl.
- Aspidosperma polyneuron Müll.Arg.
- Aspidosperma longifolium Hassl.
- Aspidosperma venosum Müll.Arg.
- Thyroma polyneura Miers

## Description
Il croît jusqu'à la hauteur de 40 m, à raison de 50 cm/an ; dans la forêt, c'est un arbre émergeant.
Il fleurit de septembre à novembre, et fructifie d'octobre à novembre.

## Utilisation
Le bois est de couleur rose foncé, avec un poids spécifique de 0,7 g/cm3. Il est facile à travailler. Tant en Argentine qu'au Paraguay et au Brésil, on l'utilise pour la construction, les meubles, la charpenterie, les parquets.